# Мюсли
Мюсли (от швейцарски немски език Birchermüesli или само Müesli, на немски: Müsli) е хранителна смес, която съдържа предимно размачкани овесени ядки. Към нея могат да бъдат прибавени смачкани пшенични зърна, царевични люспи, сушени плодове, орехи, лешници, бадеми, белени слънчогледови семки и др. Има различни разновидности мюсли – както по вид на съставките, така и по съотношението им.
Мюслито е измислено през 1900 г. от швейцарския лекар Максимилиян Бирхер-Бенер (Maximilian Oskar Bircher-Benner) за пациент на болницата, когото е лекувал. Терминът произлиза от немската дума за плодово пюре или каша (Mus) – първото мюсли е било течно, приготвено с пресни плодове. Мюслито в неговата модерна разновидност (със сушени плодове) става популярно в западните страни около 1960 г. като част от повишения интерес към здравословните вегетариански диети.
Диетолозите посочват мюслито като здравословна храна, която съдържа необходимите въглехидрати и белтъчини. Зърнените храни са богат източник на витамини от групата В – В1, PP, В6, фолиева киселина, а овесените ядки намаляват нивото на холестерол в кръвта. Счита се, че мюслито има благоприятно въздействие върху стомашно-чревния тракт, заради съдържащите се в него фибри.
Консумира се с кисело или прясно мляко, плодов сок, пресни или сушени плодове. Като подсладител може да се използва захар или мед.